# Trifolium scabrum
Il trifoglio scabro (Trifolium scabrum L., 1753) è una pianta erbacea appartenente alla famiglia delle Fabacee.